# Fairborn
Fairborn é uma cidade localizada no estado norte-americano de Ohio, no Condado de Greene.

## Demografia
Segundo o censo norte-americano de 2000, a sua população era de 32.052 habitantes.
Em 2006, foi estimada uma população de 31.696, um decréscimo de 356 (-1.1%).

## Geografia
De acordo com o United States Census Bureau tem uma área de
33,8 km², dos quais 33,8 km² cobertos por terra e 0,0 km² cobertos por água. Fairborn localiza-se a aproximadamente 246 m acima do nível do mar.

## Localidades na vizinhança
O diagrama seguinte representa as localidades num raio de 12 km ao redor de Fairborn.